# Western Hockey League
La Western Hockey League (WHL) è un importante campionato giovanile di hockey su ghiaccio che si disputa tra squadre del Canada occidentale e della zona nord-occidentale degli Stati Uniti. La WHL è una delle tre leghe che costituiscono la Canadian Hockey League (CHL) che rappresenta il massimo livello di hockey giovanile in Canada. Le squadre giocano per vincere l'Ed Chynoweth Cup, la squadra vincente disputerà poi la Memorial Cup.
La WHL è stata fondata nel 1966 con sette squadre provenienti dal Saskatchewan e dall'Alberta. Era nata per idea di Bill Hunter che si prefisse l'obiettivo di creare un campionato nella zona occidentale del Paese in grado di competere con i più importanti campionati dell'Ontario e del Québec. Originariamente la WHL venne considerata un "campionato fuorilegge" dall'Amateur Hockey Association fino al 1970 quando la lega venne riorganizzata e quindi riconosciuta dagli organi competenti. Le squadre della WHL hanno vinto la Memorial Cup per 18 volte da quando la Lega è stata dichiarata ammissibile a competere per il trofeo.
Oggi la WHL comprende 22 squadre, divise in due conferenze di due divisioni. La Eastern Conference comprende 12 squadre provenienti da Manitoba, Saskatchewan, Alberta e Columbia Britannica, mentre la Western Conference comprende dieci squadre provenienti da Columbia Britannica, Washington e Oregon.

## Squadre attuali

### Eastern Conference
- Brandon Wheat Kings
- Moose Jaw Warriors
- Prince Albert Raiders
- Regina Pats
- Saskatoon Blades
- Swift Current Broncos
- Calgary Hitmen
- Edmonton Oil Kings
- Kootenay Ice
- Lethbridge Hurricanes
- Medicine Hat Tigers
- Red Deer Rebels

### Western Conference
- Kamloops Blazers
- Kelowna Rockets
- Prince George Cougars
- Vancouver Giants
- Victoria Royals
- Everett Silvertips
- Portland Winterhawks
- Seattle Thunderbirds
- Spokane Chiefs
- Tri-City Americans